# Laid Back
Laid Back est un duo de pop danois formé en 1979 comportant le claviériste Tim Stahl et le guitariste John Guldberg. Surtout connue dans toutes les années 1980 et le début des années 1990, leur musique incorpore des éléments synthé et funk.

## Œuvre
Au début des années 1980, Laid Back se font connaître uniquement dans leur propre pays et en Amérique du Sud, avec le single Sunshine Reggae (1983), l'une de leurs plus grandes réussites. Leur notoriété internationale a augmenté avec la sortie du single White Horse, une chanson funky contre les drogues avec une ligne de basse mémorable qui a reçu la faveur des clubs des États-Unis. Le disque a été soutenu par Prince lui-même. Le disque a été plus tard samplé par Monifah dans son tube Touch It (no 9 aux USA).
Pendant un certain nombre d'années Laid Back est resté assez silencieux, mais ils sont revenus en 1989 avec l'entraînant single Bakerman, un tube dans la plupart des pays européens (par exemple no 9 en Allemagne) et un succès mineur dans les charts britanniques où il a atteint la 44e position (1990). Il a reçu une large diffusion en raison de son clip peu commun, écrit et dirigé par Lars von Trier, dans lequel le groupe faisait du parachute tout en « jouant » de leurs instruments.
Deux compilations suivirent en 1995 et 1999.
En 2002, le duo a composé la bande sonore du film Flyvende Farmor, pour lequel ils ont reçu un Robert, une des plus hautes récompenses cinématographiques danoises.

## Albums
- 1981 : Laid Back
- 1983 : Keep Smiling
- 1985 : Play It Straight
- 1987 : See You in the Lobby
- 1990 : Hole in the Sky
- 1993 : Why Is Everybody in Such a Hurry
- 1999 : Unfinished Symphonies
- 2004 : Happy Dreamer
- 2012 : Cosyland
- 2013 : Uptimistic Music, Vol. 1